# ミルクとチョコレート
「ミルクとチョコレート」は、日本の女性アイドルユニット・ChocoLeの楽曲。2011年12月28日にavex entertainmentから発売された1枚目のシングル。作詞は藤林聖子、作曲を酒井陽一が務めた。

## 背景・制作
女性アイドルユニット・ChocoLeのデビューシングル。
2011年9月、ビスケットエンターティメントに所属する、橋本楓・高橋胡桃・玉川来夢のワタナベガールズによる3名が、「甘いチョコレートのように、笑顔で“癒し”と“元気”を届けるアイドル」をコンセプトに同ユニット結成し、同年12月に当曲のシングルリリースも合わせてアナウンスされた。
制作は、アニメ・特撮作品の主題歌などを数多く務めている、藤林聖子（作詞）・酒井陽一（作曲・編曲）の両名が担当した。
楽曲の特徴は、スウィートでキュートなポップ・チューンとなっている。

## リリース
楽曲のシングル盤は、CD+DVD盤・通常盤の2形態でリリースされた。楽曲収録の構成は、全形態共通である。
ミュージック・ビデオ
リリースに先駆けて、楽曲のショートバージョンが、YouTubeで無料公開されている。

## プロモーション
楽曲のプロモーションで、以下のテレビ番組に出演した。
- つながるセブン（2011年12月8日、J:COM）
- ライブB（2011年12月20日、TBS）
- アニソンぷらす（2011年12月26日、テレビ東京）
- PON!（2012年1月5日、日本テレビ）

発売記念イベントが、以下の日時・場所で実施された。
- 発売記念「チョコレート」イベント
2011年11月6日・12日・20日 アキバ☆ソフマップ1号店
2011年12月10日 東京ジョイポリス 3F Vステージ
2011年12月17日 よこはまコスモワールド大観覧車下特設ステージ
- 発売記念「ミルク」女性限定イベント
2011年11月6日・19日、12月18日 ソラド竹下通り 2Fフードコート
- 発売記念購入者抽選イベント
2012年1月9日 アキバ☆ソフマップ1号店

## ライブ・パフォーマンス
ビスケットエンターティメント主催のワタナベガールズ・ライブで、ライブイベントの初参加をした。その後、以下のイベントなどで楽曲をライブ披露している。
- Watanabe Girls Live 〜久しぶりに全員集合!?〜（2011年11月27日、Zepp Tokyo）
- サンシャインMonthly i-pop Festival（2011年11月26日、サンシャインシティ アルパ）
- ChocoLeサンタのX'masパーティー（2011年12月23日、エイベックス本社ビル 2F）
- 第2回秋葉原的萌えクィーンコンテスト決勝大会（2012年1月7日、秋葉原UDX）

## メディアでの使用
楽曲は以下のメディアで使用された。
- テレビ東京系テレビアニメ『SKET DANCE』エンディングテーマ曲

## シングル収録トラック
| #         | タイトル                               | 作詞      | 作曲      | 編曲       | 時間  |
| --------- | -------------------------------------- | --------- | --------- | ---------- | ----- |
| 1.        | 「ミルクとチョコレート」               | 藤林聖子  | 酒井陽一  | 酒井陽一   | 3:30  |
| 2.        | 「STAR☆WISH」                          | 秋田兼幸  | 秋田兼幸  | 日比野裕史 | 4:41  |
| 3.        | 「ミルクとチョコレート」(Instrumental) |           |           |            | 3:30  |
| 4.        | 「STAR☆WISH」(Instrumental)            |           |           |            | 4:39  |
| 合計時間: | 合計時間:                              | 合計時間: | 合計時間: | 合計時間:  | 16:22 |

| #  | タイトル                             | 作詞 | 作曲・編曲 |
| -- | ------------------------------------ | ---- | ---------- |
| 1. | 「ミルクとチョコレート」(Music Clip) |      |            |